# Kapitän Bleeker
Die Kapitän Bleeker ist ein ehemaliges Lotsenstationsschiff der Kommodore-Rolin-Klasse. Das Schiff war von 1963 bis zum 21. September 2012 in der Emsmündung stationiert.

## Geschichte
Gebaut wurde die Kapitän Bleeker als Teil der Kommodore-Rolin-Klasse 1962/63 unter der Baunummer 518 auf der Meyer Werft in Papenburg. Die Kiellegung fand am 15. November 1962, der Stapellauf am 18. Mai 1963 statt. Die Fertigstellung des Schiffes erfolgte im Oktober 1963. Es ist eines von sechs typgleichen Schiffen, die in den Mündungen der Gewässer Elbe, Weser/Jade und Ems eingesetzt wurden bzw. zum Teil noch werden. Reeder des Schiffes war bis zur Außerdienststellung am 21. September 2012 das Bundesministerium für Verkehr, Bau und Stadtentwicklung (BMVBS), betrieben wurde es vom Lotsbetriebsverein e. V. Außenstelle Emden.
Benannt wurde das Schiff nach dem deutschen Kapitän Heinrich Johannes Bleeker. Dessen älteste Tochter, Helene Mahler, taufte das Schiff am 18. April 1963 auf den Namen Kapitän Bleeker.

### Verbleib des Schiffes

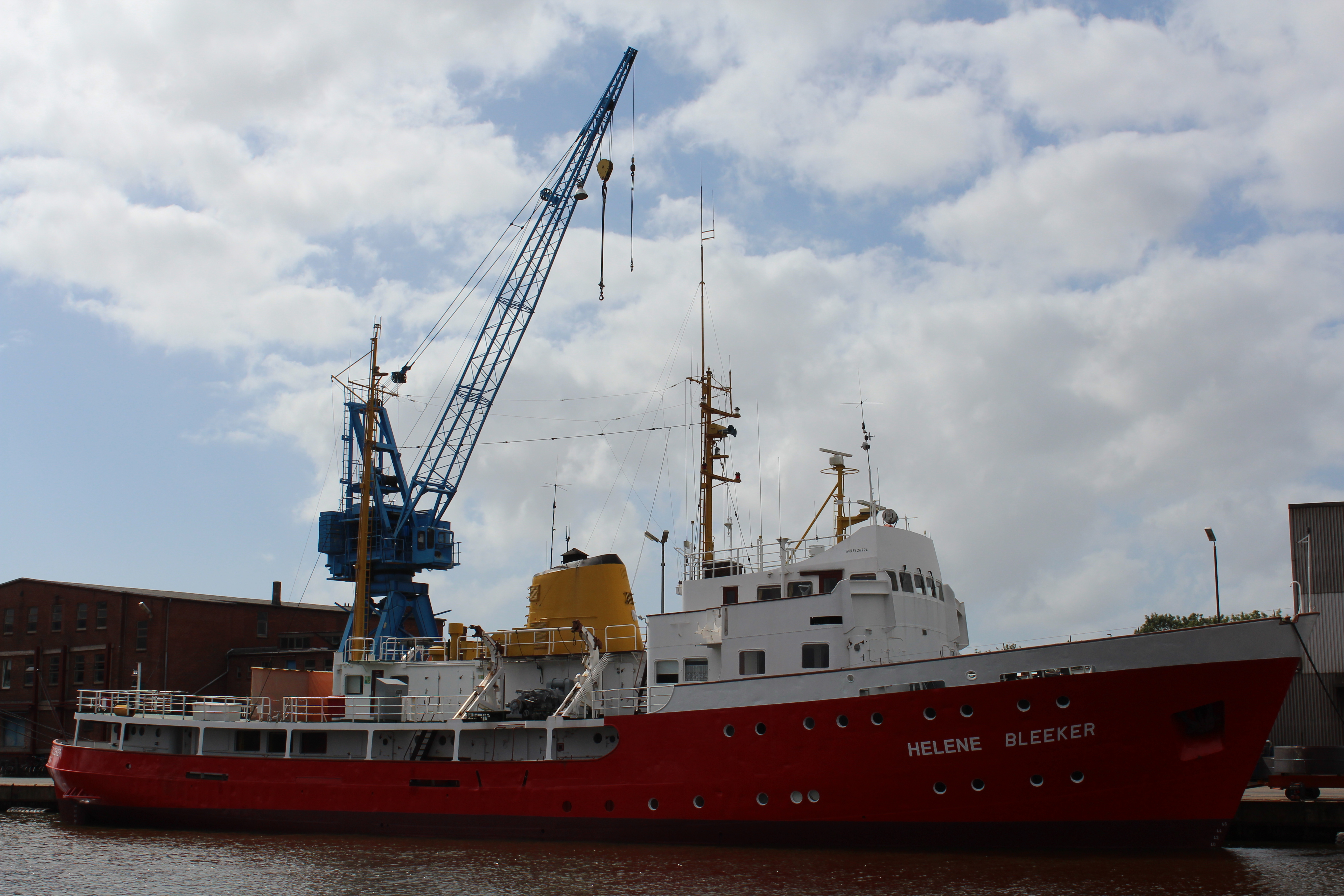
Das Schiff im August 2013 als Helene Bleeker

Nach der Umstellung des Lotsenversetzdienstes auf der Ems auf Neubauten, die von der Station Borkum aus eingesetzt werden, wurde das Schiff 2013 über die bundeseigene Verwertungsgesellschaft VEBEG versteigert. Den Zuschlag erhielt am 24. Januar die in Wulsbüttel in der Nähe von Cuxhaven ansässige Reederei Atlantic Marine Services, die das Schiff für 186.000,60 € ersteigerte und in Helene Bleeker umbenannte. Auch der Förderkreis Bremer Denkmalschiff, der ein Museumsschiff nach Bremen holen will, interessierte sich für das Schiff.
Im Jahr 2014 wurde das Schiff an Lanzale Services weiterveräußert und auf den Namen 12 umgetauft. Es sollte für das isländische Unternehmen iXplorer aus Akureyri auf Expeditionsfahrten eingesetzt werden. Anfang 2018 wurde das mittlerweile in Bleeker umbenannte Schiff wieder zum Verkauf angeboten. Ende 2018 wurde das zuvor unter der Flagge Panamas betriebene Schiff unter die Flagge der Cookinseln gebracht. Seit April 2021 heißt das Schiff Arcadia.

## Technische Daten
Der Antrieb des Schiffes erfolgt dieselelektrisch. Die beiden elektrischen Fahrmotoren des Typs G 127/47 MOD. mit jeweils 456 kW Leistung stammen von der AEG AG Fachbereich Schiffbau. Die Motoren wirken auf zwei Festpropeller.
Für die Stromerzeugung stehen drei MTU-Dieselmotor mit jeweils 440 kW Leistung zur Verfügung.
Der Rumpf des Schiffes ist eisverstärkt (Eisklasse E1).